# Christy Moore
Christy Moore (ur. 7 maja 1945 w Newbridge w Irlandii) – irlandzki popularny piosenkarz i gitarzysta folkowy, dobrze znany jako założyciel grupy Planxty.

## Kariera
Jego pierwszy album, Paddy on the Road został nagrany z Dominikiem Behanem w 1969. Następny rok przyniósł pierwsze jego poważniejsze nagranie, Prosperous, po wydaniu którego zgłosiło się do niego trzech muzyków, z którymi utworzył grupę Planxty. Byli to: Liam Óg O'Flynn, Andy Irvine i Dónal Lunny. Przez jakiś czas istnieli pod nazwą "CLAD", skrótowcem utworzonym z ich imion, jednak szybko zdecydowali się na nazwę "Planxty".
W 1975 roku Moore opuścił Planxty i kontynuował swą solową karierę. W 1980 roku z Lunnym i pięcioma innymi muzykami utworzył zespół Moving Hearts. W 2000 roku opublikował swą autobiografię w książce "One Voice".
Poruszanie przez Moore'a kontrowersyjnych tematów kosztowało go czasem wiele, jednak m.in. dzięki temu zyskał sobie respekt i lojalność fanów. Tworzył utwory zawierające treści o strajkujących głodem, apartheidzie, alkoholizmie, bezrobociu, niesprawiedliwości wobec irlandzkich emigrantów oraz innych niedogodnościach w życiu mniejszości. Został skrytykowany przez Ronalda Reagana wizytującego Irlandię za śpiewane przez niego piosenki, między innymi za utwór Hey Ronnie Reagan, w której wytyka Reaganowi uprzedzenia rasowe i wyznaniowe, a także nietolerancję.
Moore poza pisaniem nowych tymczasowych ballad, jest znany również z bardzo oryginalnych interpretacji utworów innych twórców, takich jak Woody Guthrie, Bob Dylan czy Ewan MacColl. Przerabiał także wiele starych, tradycyjnych ballad irlandzkich.

## Dyskografia

### Solowe Płyty
- Paddy On The Road (1969)
- Prosperous (1972)
- Whatever Tickles Your Fancy (1975)
- Christy Moore (1976)
- The Iron Behind The Velvet (1978)
- Live In Dublin (1978)
- H Block (1980)
- Christy Moore and Friends (1981)
- The Time Has Come (1983)
- Ride On (1984)
- Ordinary Man (1985)
- The Spirit of Freedom (1986)
- Unfinished Revolution (1987)
- Voyage (1989)
- Smoke and Strong Whiskey (1991)
- King Puck (1993)
- Live At The Point (1994)
- Graffiti Tongue (1996)
- Traveller (1999)
- This is the Day (2001)
- Live At Vicar Street (2002)
- Burning Times (2005)
- Live in Dublin 2006 (2006)
- Listen (2009)
- Folk Tale (2011)

### Z Planxty
- Planxty (1972)
- The Well Below The Valley (1973)
- Cold Blow And The Rainy Night (1974)
- After the Break (1979)
- The Woman I Loved So Well (1980)
- Words and Music (1983)
- Planxty Live 2004 (2004)

### Z Moving Hearts
- Moving Hearts (1981)
- Dark End Of The Street (1982)